# Тхарино
Тхарино — упразднённая деревня в Велижском районе Смоленской области России. Входит в состав Ситьковского сельского поселения. Исключена из учётных данных в 2010 г.
По состоянию на 2007 год постоянного населения не имеет.
Расположена в северо-западной части области в 15 км к северо-востоку от Велижа, в 17 км севернее автодороги Р133 Смоленск — Невель, на берегу реки Тхаринка. В 82 км южнее деревни расположена железнодорожная станция Рудня на линии Смоленск — Витебск.

## История
В годы Великой Отечественной войны деревня была оккупирована гитлеровскими войсками в июле 1941 года, освобождена в сентябре 1943 года.